# Motorola Droid Bionic
Les Motorola Droid Bionic sont des smartphones Android produits par la société Motorola. Leur sortie était initialement prévue pour le deuxième trimestre 2011, mais a été retardée pour finalement avoir lieu le 8 septembre 2011.

## Caractéristiques
Ce smartphone est compatible 4G LTE et Wi-Fi, a une sortie HDMI, un processeur double cœur OMAP, un écran QHD 4,3", et peut servir de point d'accès sans fil 3G / 4G. Il inclut un GPS, un appareil photo compatible MP à faible luminosité et avec capture vidéo HD 1080p et une caméra frontale capable de chat vidéo. Aux États-Unis, le combiné était distribué exclusivement par Verizon Wireless.

## Webtop
Semblable au Motorola Atrix 4G, il intègre l’application « Webtop » intégrée de Debian de Motorola. L'application Webtop est lancée lorsque le téléphone est connecté à l'écran externe via une station d'accueil pour ordinateur portable ou une station d'accueil multimédia HD. En mode Webtop, offrant une interface utilisateur similaire à celle d'un bureau Ubuntu typique, le téléphone peut exécuter plusieurs applications sur un écran externe, telles que le navigateur Firefox, les clients SNS et l'application mobile view, permettant un accès total au Bionic et à son écran. En septembre 2011, Motorola a publié le code source de l'application Webtop sur SourceForge.

## Voir également
- Liste des appareils Android
- Motorola Xoom
- Motorola Atrix 4G
- Galaxy Nexus